# Protinopalpa subclathrata
Protinopalpa subclathrata là một loài bướm đêm trong họ Crambidae.